# Variabele kosten
Variabele kosten is een begrip binnen de bedrijfseconomie. Het zijn kosten die veranderen door een toename of afname in de productieomvang, zoals grondstofkosten.
De kosten van een onderneming kunnen op verschillende manieren ingedeeld worden. Een van de manieren is de indeling naar vaste en variabele kosten. Variabele kosten zijn dat deel van de totale kosten waarvan de omvang afhankelijk is van de omvang van de activiteiten van de onderneming. De vaste of constante kosten zijn dat niet. Het activiteitsniveau kan op verschillende manieren gemeten worden, bijvoorbeeld door het aantal eenheden van de producten die geproduceerd en verkocht worden of door het aantal mens- of machineuren.
De indeling van de totale kosten in vaste en variabele kosten is afhankelijk van de tijdshorizon die gebruikt wordt. Op lange termijn blijkt een groter deel van de totale kosten samen te hangen met het activiteitsniveau dan op korte termijn. Dit komt doordat een groter deel van de totale kosten op korte termijn niet of nauwelijks beïnvloedbaar is. Bijvoorbeeld: als de tijdshorizon drie maanden is dan zijn de kosten van machines (zoals afschrijvingen) veelal niet beïnvloedbaar en dus vast. Als de tijdshorizon vijf jaar beslaat dan kan het aantal machines worden afgestemd op het (verwachte) activiteitsniveau. Dezelfde kostencategorie is dan variabel.
Variabele kosten worden onderverdeeld in:
- proportioneel variabele kosten
- progressief stijgende variabele kosten
- degressief stijgende variabele kosten